# 北海道道1089号猿拂鬼志别线
北海道道1089号猿拂鬼志别线（日语：北海道道1089号猿払鬼志別線）是一条位于北海道猿拂村内的普通道级道路（北海道道）。该路线利用已废弃的北海道旅客铁道（JR北海道）天北線的線路遗迹。起点在旧猿拂站，終点在旧鬼志别站。猿拂村芦野至猿拂村丰里之间的路段于2008年（平成20年）10月31日開通。

## 道路概况
- 起点：北海道宗谷郡猿拂村猿拂（＝北海道道584号猿拂停车场线交点）
- 終点：北海道宗谷郡猿拂村鬼志别（＝北海道道443号鬼志别停车场线交点）
- 总長：9.7千米

## 经过的自治体
- 宗谷综合振兴局
  - 宗谷郡猿拂村

## 主要连接道路
- 猿拂村
  - 北海道道584号猿拂停车场线
  - 北海道道443号鬼志别停车场线

## 历史
- 1990年1月16日 路線勘定。